# Parlament

Palatul Parlamentului României

Parlamentul reprezintă corpul legislativ într-un stat democratic, care poate fi compus, de regulă, din una sau două camere, respectiv sisteme (sistem unicameral sau sistem bicameral), dar și cu trei camere (sistem tricameral).

## Rolul Parlamentului
Parlamentul adoptă și respinge legi, pe care le înmânează președintelui statului pentru promulgare. Acesta le poate aproba (promulga) sau le trimite înapoi la Parlament pentru modificări.

## Parlamentele timpurii
Din cele mai vechi timpuri, când societățile erau tribale, au existat consilii sau conducători ai căror decizii au fost evaluate de bătrânii din sat. Aceasta se numește tribalism. Unii savanți sugerează că în vechea Mesopotamia exista un guvern democratic primitiv în care regii au fost stabiliți de consiliu. Același lucru s-a spus despre India antică, unde au existat niște adunări deliberative și, prin urmare, a existat o formă de democrație. Cu toate acestea, aceste afirmații nu sunt acceptate de majoritatea cercetătorilor, care văd aceste forme de guvernare ca oligarhii.
Atena veche a fost leagănul democrației. Adunarea ateniană (çkκλησια, ekklesia) a fost cea mai importantă instituție și fiecare cetățean liber, de sex masculin, putea participa la discuții. Sclavii și femeile nu puteau. Cu toate acestea, democrația ateniană nu a fost reprezentativă, ci mai degrabă directă și, prin urmare, ekklesia era diferită de sistemul parlamentar. 
Republica Romană avea adunări legislative, care au avut ultimul cuvânt de spus cu privire la alegerea magistraților, adoptarea unor noi legi, executarea pedepsei capitale, declararea războiului și a păcii și crearea (sau dizolvarea) alianțelor. Senatul Roman a controlat banii, administrația și detaliile politicii externe.
Unii savanți musulmani susțin că "șura" islamică (o metodă de luare a deciziilor în societățile islamice) este analogă cu parlamentul. Cu toate acestea, alții evidențiază diferențele fundamentale dintre sistemul shura și sistemul parlamentar.

## Sistemul parlamentar
Multe parlamente fac parte dintr-un sistem parlamentar de guvernare, în care executivul este răspunzător constituțional din partea parlamentului. Unii limitează utilizarea cuvântului parlament la sistemele parlamentare, în timp ce alții folosesc cuvântul pentru orice organism legislativ ales. Parlamentele sunt, de obicei, bicamerale sau unicamerale, deși au existat și modele mai complexe. 
În unele sisteme parlamentare, premierul este membru al parlamentului (de exemplu, în Regatul Unit), în timp ce în altele nu este (de exemplu, în Țările de Jos). Aceștia sunt, de obicei, liderul partidului majoritar din camera inferioară a parlamentului, dar dețin doar funcția atâta timp cât se menține "încrederea casei". Dacă membrii casei inferioare își pierd credința în conducător, indiferent de motiv, aceștia pot da un vot de neîncredere și pot forța prim-ministrul să demisioneze.
Acest lucru poate fi deosebit de periculos pentru un guvern atunci când repartizarea locurilor între diferitele partide este relativ uniformă, caz în care se creează adesea o nouă alegere la scurt timp după aceea. Cu toate acestea, în caz de nemulțumire generală cu șeful guvernului, înlocuirea lor poate fi făcută fără probleme, fără toate complicațiile pe care le reprezintă în cazul unui sistem prezidențial. 
Sistemul parlamentar poate fi comparat cu un sistem prezidențial, cum ar fi sistemul american de congrese, care funcționează sub o separare mai strictă a puterilor, prin care executivul nu face parte din organul parlamentar sau legislativ și nici nu este numit de acesta. Într-un astfel de sistem, congresele nu selectează sau eliberează șefii de guverne, iar guvernele nu pot cere o dizolvare timpurie, cum ar fi cazul parlamentelor. Unele state, cum ar fi Franța, au un sistem semi-prezidențial care se încadrează între sistemele parlamentare și cele ale Congresului, combinând un șef puternic de stat (președinte) cu un șef de guvern, prim-ministru, care este responsabil față de parlament.

## Funcțiile parlamentului

### Funcția legislativă
De regulă, parlamentul unui stat reprezintă unica autoritate legislativă a acestuia. Acest fapt implică atribuirea puterii de legiferare exclusiv parlamentului, care poate fi ulterior împărțită sau nu altor instituții ale administrației publice.

## Parlamentul României
Parlamentul României este bicameral și este format din Senat și Camera Deputaților. Adoptă legi constituționale, organice sau ordinare, care se publică în Monitorul Oficial al României și intră în vigoare în termen de 3 zile după promulgare. Ca o comparație, Parlamentul Statelor Unite ale Americii, denumit „Congres” (engl. Congress), precum și cel al Germaniei sunt bicamerale.